# Vijayanagararijk
Het Vijayanagararijk (Kannada: ವಿಜಯನಗರ ಸಾಮ್ರಾಜ್ಯ, Telugu: విజయనగర సామ్రాజ్యము) was een koninkrijk in het zuiden van India. Het rijk werd in 1336 gesticht door Harihara I en zijn broer Bukka Raya I, en bleef tot 1646 bestaan, hoewel de macht van het rijk wel afnam na een grote nederlaag tegen de verzamelde legers van meerdere sultans in 1565.
Het rijk is vernoemd naar de hoofdstad, Vijayanagara, waarvan de ruïnes vandaag de dag nog altijd rondom Hampi liggen. Het Vijayanagararijk was op zijn hoogtepunt een van de machtigste koninkrijken uit de geschiedenis van India. Veel monumenten uit de tijd van het rijk zijn nog overal in Zuid-India te vinden. Krishna Deva Raya zorgde evoor dat het Vijayanagararijk op zijn hoogst was op economisch gebied.

## Dynastieën en koningen

### Sangamadynastie
- Harihara I 1336-1356
- Bukka I 1356-1377
- Harihara Raya II 1377-1404
- Virupaksha Raya I 1404-1405
- Bukka II 1405-1406
- Deva Raya I 1406-1422
- Ramachandra Raya 1422
- Vira Vijaya Bukka Raya 1422-1424
- Deva Raya II 1424-1446
- Mallikarjuna Raya 1452-1465
- Virupaksha II 1465-1485
- Praudha Deva Raya 1485

### Saluvadynastie
- Saluva Narasimha Deva Raya 1485-1491
- Thimma Bhupala 1491
- Narasimha Raya II 1491-1505

### Tuluvadynastie
- Tuluva Narasa Nayaka 1491-1505
- Viranarasimha Raya 1505-1509
- Krishna Deva Raya 1509-1529
- Achyuta Deva Raya 1529-1542
- Sadashiva Raya 1542-1570

### Aravidu
- Aliya Rama Raya 1542-1565
- Tirumala Deva Raya 1565-1572
- Sriranga I 1572-1586
- Venkata II 1586-1614
- Sriranga II 1614-1614
- Ramadeva 1617-1632
- Venkata III 1632-1642

- Sriranga III 1642-1646